# China
|  | No s'ha de confondre amb Xina. |

China és un poble del Comtat de Kennebec a l'estat de Maine (EUA).

## Demografia
Segons el cens dels Estats Units del 2000 China tenia 4.106 habitants, 1.549 habitatges, i 1.175 famílies. La densitat de població era de 31,8 habitants per km².
Dels 1.549 habitatges en un 37,8% hi vivien nens de menys de 18 anys, en un 62,1% hi vivien parelles casades, en un 9,2% dones solteres, i en un 24,1% no eren unitats familiars. En el 17,6% dels habitatges hi vivien persones soles el 5,9% de les quals corresponia a persones de 65 anys o més que vivien soles. El nombre mitjà de persones vivint en cada habitatge era de 2,65 i el nombre mitjà de persones que vivien en cada família era de 2,99.
Per edats la població es repartia de la següent manera: un 27,7% tenia menys de 18 anys, un 5,9% entre 18 i 24, un 30,7% entre 25 i 44, un 26,3% de 45 a 60 i un 9,4% 65 anys o més.
L'edat mediana era de 37 anys. Per cada 100 dones de 18 o més anys hi havia 98 homes.
La renda mediana per habitatge era de 41.250 $ i la renda mediana per família de 42.768 $. Els homes tenien una renda mediana de 31.802 $ mentre que les dones 23.371 $. La renda per capita de la població era de 19.262 $. Entorn del 2,1% de les famílies i el 3,7% de la població estaven per davall del llindar de pobresa.